# Andrea Palazzi
Andrea Palazzi (Milaan, 24 februari 1996) is een Italiaans voetballer die bij voorkeur als aanvaller speelt. Hij staat onder contract bij Internazionale, waar hij doorstroomde vanuit de eigen jeugdopleiding.

## Clubcarrière
Palazzi werd geboren in Milaan en sloot zich op tienjarige leeftijd aan in de jeugdacademie van Internazionale. Op 6 november 2014 debuteerde hij in het eerste elftal in de UEFA Europa League in het uitduel tegen Saint-Étienne. Hij mocht na 83 minuten invallen voor Zdravko Kuzmanović. Het duel eindigde onbeslist na doelpunten van Dodô en Moustapha Bayal Sall.

## Interlandcarrière
Palazzi debuteerde in 2013 voor Italië –17, waarvoor hij 13 caps verzamelde.